# Sonic Seducer
Sonic Seducer – niemiecki magazyn muzyczny o tematyce rocka gotyckiego, new wave, EBM i im pokrewnych gatunków muzycznych. Magazyn znany jest również z corocznej organizacji festiwalu M’era Luna. Od momentu powstania w 1994 r., Sonic Seducer stał się jednym z głównych promotorów kultury Dark independent w Niemczech (w Polsce częściej funkcjonuje termin Subkultura gotycka).

## Zawartość
Magazyn skupia się przede wszystkim na takich gatunkach muzycznych, jak rock alternatywny, heavy metal, rock średniowieczny, synth rock, pop-rock, future pop, aggrotech, crossover, a także dark wave, industrial, muzyka gotycka i awangardowa. Każdy numer zawiera artykuły o zespołach i projektach muzycznych, relacje z koncertów, recenzje wydawnictw płytowych, wywiady, artykuły o książkach i grach, a także harmonogramy najbliższych tras koncertowych zespołów muzycznych. Ponadto, często pojawiają się wydania specjalne na takie tematy jak średniowieczny rock, wytwórnie płytowe, filmy czy reportaże studyjne.
Od 1999 roku do każdego numeru dołączana jest płyta CD z kompilacją „Cold Hands Seduction”, a czasem płyta DVD zawierająca muzykę artystów prezentowanych w numerze drukowanym. Na nośnikach znajduje się twórczość nie tylko znanych zespołów, ale również mniej znanych artystów.

## Konkurs dla młodych artystów
Sonic Seducer organizuje corocznie konkurs dla młodych artystów muzycznych o nazwie „Battle of the Bands”. Od 2000 roku, na płycie grudniowego wydania znalazło się 30 młodych zespołów. Profesjonalne jury wraz z czytelnikami magazynu wybiera najlepsze występy, które zostaną nagrodzone kontraktem z niemiecką wytwórnią Out of Line.

## Festiwal
Sonic Seducer organizuje festiwal niemieckiej sceny muzyki alternatywnej M’era Luna, który co roku przyciąga około 20 tysięcy uczestników. Raz w roku redakcja przygotowuje płytę CD „M’era Luna Festival” z utworami wykonawców występujących na festiwalu. Kolejne numery magazynu zawierają obszerne reportaże i dokumentację DVD z tego wydarzenia.